# تئودور آندری
تئودور آندری (به انگلیسی: Theodor Andrei) (زاده ۹ اکتبر ۲۰۰۴) خواننده اهل رومانی است.
او نماینده رومانی در یوروویژن ۲۰۲۳ بود.